# (118401) LINEAR
176P/LINEAR
(118401) LINEAR (désignation provisoire 1999 RE70) est un astéroïde et une comète de la ceinture principale (176P/LINEAR, LINEAR 52), qui a été découvert par les télescopes de 1 mètre du programme Lincoln Near-Earth Asteroid Research (LINEAR) à Socorro le 7 septembre 1999. Le caractère cométaire de (118401) LINEAR a été découvert le 26 novembre 2005 par Henry H. Hsieh et David Jewitt dans le cadre du projet Hawaii Trails de l'observatoire Gemini à l'aide du  télescope Gemini North de 8 m sur le Mauna Kea et confirmé par les télescopes de 2,2 m de l'université d'Hawaï du 24 au 27 décembre 2005 et par Gemini le 29 décembre 2005. Le télescope spatial Spitzer a estimé le diamètre de (118401) LINEAR à 4,0 ± 0,4 km.
Les comètes de la ceinture principale sont remarquables en ce qu'elles ont des orbites d'astéroïdes, plates (dans le plan orbital des planètes), approximativement circulaires (faible excentricité), et non les orbites allongées, parfois inclinées caractéristiques de toutes les autres comètes. Puisque (118401) LINEAR peut produire une queue (générée par la vapeur émise par la comète), elle doit être un astéroïde glacé. Quand une comète typique s'approche du Soleil, sa glace s'échauffe et se sublime (se transforme directement de glace en gaz), émettant des gaz et des poussières dans l'espace, créant une queue et donnant à l'objet une apparence floue. Loin du Soleil, la sublimation n'opère plus et la glace restante demeure gelée jusqu'au prochain passage de la comète près du Soleil. À l'opposé, les objets de la ceinture d'astéroïdes ont des orbites relativement circulaires et on s'attend à ce qu'ils soient quasi exempts de glace par leur confinement dans le Système solaire intérieur.
Il a été suggéré que ces comètes de la ceinture principale sont la preuve d'un impact récent qui a exposé un intérieur glacé au rayonnement solaire. Une question intéressante est la suivante : « Combien de temps les comètes actuelles de la ceinture principale peuvent conserver une queue ? » On estime que les comètes à courte période demeurent actives pendant environ 10000 ans avant d'avoir l'essentiel de leur glace sublimée et devenir inactives.
Quatre autres objets célestes sont classés à la fois comme comète périodique et comme astéroïde numéroté : (2060) Chiron (95P/Chiron), (4015) Wilson-Harrington (107P/Wilson-Harrington), (7968) Elst-Pizarro (133P/Elst-Pizarro) et (60558) Échéclos (174P/Echeclus). En tant qu'objet ayant un double classement, les observations astrométriques de (118401) LINEAR doivent être rapportées sous la désignation des planètes mineures.
(118401) LINEAR est passée au périhélie le 2 juillet 2011.